# Synagogue Kadoorie

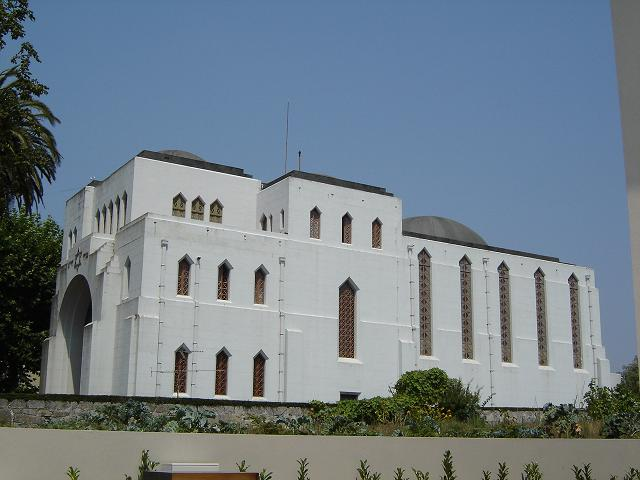
Synagogue Kadoorie Mekor Haim

La Synagogue Kadoorie (aussi : Synagogue Kadoorie Mekor Haim) est le siège de la communauté israélite de la ville portugaise de Porto. Elle a été construite dans les années 1930 et est la plus grande synagogue de la péninsule ibérique .

## Histoire
La planification de sa propre synagogue pour la communauté juive de Porto a commencé dès 1923. Ce n'est qu'en 1929 que la communauté juive autour d'Artur Carlos de Barros Basto a pu acquérir les terrains à bâtir nécessaires. La construction a commencé à la fin de l'année et s'est poursuivie jusqu'en 1937. Avec le soutien financier de la famille Kadoorie et d'autres donateurs étrangers, la synagogue a été achevée en 1937 et inaugurée en 1938.
La synagogue est ouverte au public depuis 2012. Depuis 2015, elle abrite également un musée juif.

## Liens web
- Communauté israélite de Porto